# Kryptoměna
Kryptoměna je typ digitální měny či elektronických peněz, což je novodobý druh měny/peněz. Podle vyjádření českého Generálního finančního ředitelství a podle rozhodnutí soudu se však nejedná o měnu či peníze, ale o nehmotnou movitou věc. Tyto „peníze“ jsou tvořeny elektronicky. Kryptoměna se opírá o asymetrickou kryptografii, tj. šifrování, pro řetězení digitálních podpisů jednotlivých převodů, peer-to-peer sítě a decentralizaci. Jejím nejstarším a zároveň nejznámějším, nejrozšířenějším a nejdražším zástupcem je Bitcoin.
Obecnějším pojmem je kryptoaktivum, to představuje digitální vyjádření hodnoty nebo práv. Za použití technologie distribuovaného neboli sdíleného registru (DLT) nebo podobné technologie lze kryptoaktiva elektronicky převádět a ukládat. Tím se z nich stávají elektronické peníze. Příslušné odvětví služeb se označuje jako fintech nebo digitální finance.

## Historie
První pokusy zavést elektronické peníze se odehrály již v druhé polovině 20. století ve spojení s postupným rozšiřováním internetu. Účel byl zavést speciální elektronický platební nástroj, který by dokázal provádět rychlé platby v reálném čase bez ohledu na hranice státu nebo geografickou polohu aktérů. Vzniklo tehdy hned několik platebních internetových systémů, mezi které patřily například Ecash, Cybercash a Milicent. Jejich hlavní funkcí měla být úhrada malých finančních částek, tzv. mikroplateb, za úspory nákladů, které provází tradiční peněžní transakce. Nikdy nešlo o plnohodnotnou náhradu skutečných peněz, ale spíše o konkurenci šeku, směnky nebo platební karty.
Také vznik Bitcoinu, první kryptoměny, měl podobnou motivaci. Klasické převody peněz byly pomalé, drahé, netransparentní a neanonymní (nebezpečné). Pro Bitcoin nic z toho neplatí. Vznikl v roce 2009 na základě článku, který byl zveřejněn o několik měsíců dříve. Vytvořil ho anonymní vývojář nebo skupina vývojářů pod pseudonymem Satoshi Nakamoto. V roce 2011 si již této měny všimli odborníci z oblasti ekonomie a za další dva roky také laická veřejnost. Bylo to v době, kdy euro procházelo výraznými krizemi, a lidé se poohlíželi po nějaké alternativě. Cena Bitcoinu začala výrazně vzrůstat. Rok 2013 se stal rokem Bitcoinu, který se také ukázal jako příležitost k investici a zhodnocení majetku. Bitcoiny lze nakupovat stejně jako jakoukoliv jinou měnu nebo s nimi spekulovat úplně stejně jako s ostatními měnami na Forexu.
Banky v roce 2018 spustily svou vlastní společnou kryptoměnu Utility Settlement Coin (USC). Kryptoměna má podobné ekonomické charakteristiky jako zlatý standard.
Roku 2019 byl představen systém kryptoměny Randpay. Její protokol umožňuje náhodné vybrání stran transakce a tím redukovat její složitost.

## Vlastnosti
Kryptoměna se od tradičních peněz liší hlavně nepřítomností centrální autority.
Běžné vlastnosti kryptoměn jsou:
- Decentralizace – nemá žádnou centrální autoritu, žádnou centrální banku. Měnu nelze kontrolovat vládou či jinými institucemi (za předpokladu zajištění dostatečné distribuce decentralizace).[12] Implementace a vliv na hodnotu měny je ale centralizován úzkou skupinou lidí.[13]
- Žádný prostředník – peníze se posílají přímo bez prostředníků, bank a kreditních společností. Uživatelé spolu komunikují přímo skrze P2P sítě.
- Celosvětová a nezná hranice – je ji možné okamžitě zaslat na druhý konec světa, stejně jako osobě, která se nachází v bezprostřední blízkosti (což lze i u běžných měn).
- Neprolomitelná – silné šifrování (v současné době) zaručuje neprolomitelnost.
- (Pseudo)anonymní – S transakcí nejsou spojené žádné osobní a citlivé údaje, ale i tak lze transakce vystopovat.[14][15]
- Transparentnost – je plně transparentní díky veřejné databázi zvané blockchain, která ukazuje všechny proběhlé transakce v síti. Nemůže tak dojít k podvrhu.[16] Může ale dojít k duplikaci.[17]
- Nízké či žádné poplatky za transakce – oproti bankám nabízí digitální měny pouze dobrovolný poplatek, který zajišťuje rychlé zpracování transakce minery (těžaři), kteří transakci zařadí do blockchainu.
- Žádné odmítnuté platby – zaslanou měnu nelze po odeslání nijak stornovat nebo zrušit. Nemůže tedy dojít ani k chargebacku bankou či jinou institucí.[18]

S rostoucí popularitou kryptoměny Bitcoin nicméně část investorů tvrdí, že kryptoměny mohou představovat nejenom prostředek směny, ale i investiční aktivum. V případě Bitcoinu jsou taková tvrzení vedena s argumentem, že počet těchto digitálních mincí nepřesáhne 21 milionů, mohou tedy v dlouhodobém horizontu hypoteticky sloužit jako uchovatel hodnoty. Nicméně někteří považují bitcoin za pyramidové schéma.
Mezi negativní vlastnosti patří vysoká energetická spotřeba některých kryptoměn a také to, že vlastník kryptoměny (respektive privátního klíče) nese sám zodpovědnost za zabezpečení a management svojí kryptoměny, což vyžaduje relativně pokročilé technické dovednosti.

## Blockchain
Stěžejní charakteristikou kryptoměny je blockchain, který zajišťuje nepopiratelnost transakcí, tedy za předpokladu zajištění dostatečné decentralizace jeho ověřovatelů. Na základě jednoho z několika typů ověřovacích protokolů se následně tvoří bloky, které obsahují veškeré transakce za období od vygenerování bloku předcházejícího. Bloky vznikají obvykle v pravidelných časových intervalech. Na obsahu nového bloku se musí dohodnout všichni ověřovatelé, a pokud se tak stane, zařadí se blok do řetězce bloků zvaný blockchain (řetězec (chain) bloků). Jakmile dojde k zařazení bloku do blockchainu, nelze ho již za normálních okolností modifikovat. Veškeré informace, které obsahuje, již bude obsahovat navždy. U některých kryptoměn dochází při vygenerování bloku také ke vzniku nových digitálních mincí. Vytvořené digitální mince slouží jako odměna pro ověřovatele, bez kterých blockchain nemůže fungovat.
Blockchain má díky svým vlastnostem velké množství praktických využití v podobě digitálních identit, demokratických hlasovacích systémů, nepopiratelné vlastnictví digitálních komodit, finančních transakcí, správou aktiv a mnoha dalších.
Blockchain je vlastně vzájemně sdílená databáze veškerých transakcí, což zabraňuje podvodům. Modifikovat ho lze totiž jen v případě, kdy by uživatel vlastnil nadpoloviční výkon celé sítě. Celou blockchainovou databázi je možné vidět např. na stránkách blockchain.info.

## Kde koupit kryptoměny
Pro získání bitcoinů či jiných kryptoměn existují směnárny nebo burzy. U směnárny kupuje zákazník bitcoin od směnárníka za předem daný kurz, naopak u bitcoinových burz kupuje bitcoin od lidí a konečná cena je definována nabídkou a poptávkou. Směnárny mají tu výhodu, že se oproti burzám nemusí zákazník nijak verifikovat. V ČR funguje internetová směnárna Simplecoin a burzy Coinmate a Coingi. Další varianta je nákup bitcoinu za hotovost, k tomuto nákupu slouží bitcoinmaty.
Další variantu představují zahraniční burzy typu Coinbase, Bitfinex, Bittrex, Kraken či Binance. Ty umožňují i registrace z ciziny, k dokončení registrace je však mnohdy nutný proces ověření totožnosti. Celá procedura se navíc může výrazně protáhnout, neboť některé burzy hlásí ohromný zájem o nové registrace a ne vždy se je daří okamžitě odbavovat. Například Coinbase v listopadu 2017 údajně vyřizovala 100 tisíc registrací denně. Některá tržiště, konkrétně Bittrex, proto dokonce vytvořila pořadníky pro nové uživatele. Konkurovat jim chtěl například i český projekt kryptoměnové burzy NakamotoX, jejíž název odkazuje ke jménu údajného tvůrce bitcoinu Satoshi Nakamota.  Burza NakamotoX však po přibližně ročním neúspěšném provozu ukončila na začátku roku 2019 svůj provoz. V dubnu 2021 byla spuštěna česká burza CoinBank Trader, na které je možné obchodovat i za české koruny.
Nakupovat bitcoin, případně ostatní kryptoměny, lze také ve speciálních automatech, takzvaných bitcoinmatech. Jejich počet dosahoval v Česku začátkem roku 2018 zhruba dvou desítek, mezi jejich výhody patří rychlost směny bez nutnosti zdlouhavé registrace. Nevýhodu představuje v porovnání s velkými online burzami relativně méně výhodný kurz. Zatímco v minulosti byl nákup kryptoměny v bitcoinmatu synonymní s anonymním nákupem, některé bitcoinmaty dnes již vyžadují ověření identity nebo jednoduchou registraci přes SMS kód v zemích, kde se SIM karty nedají koupit anonymně a telefonní číslo je tudíž možné použít k identifikaci nakupujícího.
Od roku 2016 je dalším, světově poměrně unikátním způsobem, kde Bitcoin nakoupit, síť trafik Geco. Těch je v současné době přes 300 v různých českých městech. Možné to je díky spolupráci provozovatele trafik se specializovanou krypto-firmou WBTCB, s.r.o. Transakce se začíná na webových stránkách Bitstock.com patřící firmě WBTCB, s.r.o. Zde si klient vytvoří objednávku k nákupu Bitcoinu. Tu si uloží, vytiskne a později předloží obsluze trafiky. Na základě těchto údajů a hotovostní platby v českých korunách obsluze trafiky jsou klientovi objednané Bitcoiny připsány do jeho bitcoinové peněženky. Tímto způsobem lze Bitcoiny nejen nakupovat, ale také prodávat. V tom případě je nutné obsluze trafiky navíc sdělit předem vygenerovaný PIN. Obsluha pak klientovi za online prodané Bitcoiny vyplatí hotovost v českých korunách.

## Jak uchovávat kryptoměny
Vzhledem k tomu, že kryptoměny nejsou regulované a tudíž ani garantované vládami nebo institucemi, každý majitel kryptoměn je sám odpovědný za jejich bezpečné uchovávání. Existuje několik možností, kde a jak uchovávat kryptoměny. Majitel může kryptoměny uchovávat sám, nebo tím může pověřit kryptoburzu, případně jinou instituci. 
Kryptoměny jsou uchovávány v tzv. peněženkách a mohou být uchovány buď online v tzv. "hot wallet" nebo offline v tzv. "cold wallet". Některé peněženky u kryptoměn užívajících algoritmus PoS nyní nabízení možnost "stakingu". Staking je dočasné propůjčování svých kryptoměn k ověřování transakcí na některých blockchainech. Staking je placený a vydělává zhruba 2-6 procent ročně.
Nyní je také k dispozici možnost využití pojištění pro krypto peněženky, které nabízejí některé firmy.

## Kde platit kryptoměnami
Některé kryptoměny lze již považovat za plnohodnotnou alternativu k tradičním měnám. Například pomocí Bitcoinů lze zaplatit i v některých kamenných a internetových obchodech v České republice. Mezi největší eshopy, které tuto možnost nabízí, patří například Alza.cz. Pomocí kryptoměn lze zaplatit také v několika kavárnách, restauracích, menších obchodech nebo u čerpací stanice Krypto v Praze, která přijímá Bitcoiny. Kritické hlasy ale zdůrazňují, že většina jejich držitelů je využívá jen kvůli finanční spekulaci a neplatí jimi.

## Kryptoměny a kriminalita
Pro pseudonymitu, kterou kryptoměny plátcům zaručují, se někdy kryptoměny používají pro nelegální obchody. Jsou snadno využitelné pro korupci, daňové podvody nebo financování nelegálních činností, např. terorismu, únosů, vydírání, ransomware atd. Jednu takovou protiprávní činnost představoval proslulý ilegální server Silk Road (Hedvábná stezka), na kterém se dalo obchodovat se všemi myslitelnými drogami, zbraněmi a dalším kontroverzním zbožím. Z technologického hlediska je pro tento typ aktivit vhodnější monero než bitcoin kvůli plné anonymitě transakcí.
S rostoucí popularitou a zhodnocením kryptoměn se postupem času rozmohla spíše kriminalita soustředící se na krádež samotných kryptoměn, na rozdíl od kriminality za pomoci kryptoměn. Mezi nejběžnější typ útoku na vlastníky kryptoměn patří tzv. emailový phishing, a to zejména od července 2020 kdy výrobce populární hardware peněženky utrpěl únik informací z databáze zákazníků. Protože se dá předpokládat, že držitelé kryptoměn používají několik peněženek a že mají uživatelské účty na směnárnách, e-mailové adresy a další uniklé osobní informace jsou od roku 2020 zneužívány v dalších a dalších útocích.

## Seznam kryptoměn
V roce 2023 existovalo přes 20 tis. kryptoměn. Mnoho z nich funguje na stejné kódové bázi a představují pouze kosmetickou úpravu původní mince s odlišnými parametry (časová distribuce bloků, počet mincí, …).[zdroj?] Část digitálních mincí rovněž využívá stejný blockchain, konkrétně pak platformu Ethereum.

### Kapitalizace kryptoměn (2024)
Tabulka uvádí seznam kryptoměn s tržní kapitalizací nad 10 mld. dolarů. Data jsou uvedena k listopadu 2024. Hodnoty se neustále mění, proto jsou čísla v tabulce jen orientační.
| Jméno     | Zkratka | Tržní kapitalizace (mil. USD) | Cena za minci (USD) |
| --------- | ------- | ----------------------------- | ------------------- |
| Bitcoin   | BTC     | 1 935 084                     | 97 743              |
| Ethereum  | ETH     | 393 616                       | 3 267               |
| Tether    | USDT    | 130 701                       | 1                   |
| Solana    | SOL     | 120 694                       | 254                 |
| BNB       | BNB     | 89 093                        | 619                 |
| Ripple    | XRP     | 79 324                        | 1,39                |
| Dogecoin  | DOGE    | 58 056                        | 0.4                 |
| USDC      | USDC    | 38 295                        | 1                   |
| Cardano   | ADA     | 31 295                        | 0,9                 |
| TRON      | TRX     | 17 061                        | 0,2                 |
| Avalanche | AVAX    | 15 554                        | 38                  |
| Shiba Inu | SHIB    | 14 488                        | 0.00002             |
| Toncoin   | TON     | 13 987                        | 5,49                |

## ICO
Samostatný případ využití kryptoměn pak představují takzvané primární úpisy digitálních mincí (ICO). Začínající projekty získávají výměnou za své vlastní virtuální mince (tokeny) potřebný kapitál. Investoři naopak mají zajištěn přednostní přístup ke kryptoměně, jež se může časem výrazně zhodnotit.  Velký úspěch ale zaznamená jen relativně málo podobných projektů, zhruba každá třetí digitální měna vydaná za těchto podmínek neuspěje a její hodnota klesne na nulu. Výjimkou nejsou ani podvodná schémata s jediným cílem vybrat peníze a zmizet. Američtí regulátoři proto chtějí ICO podřídit podobným pravidlům jako cenné papíry.

## Regulace a vládní zásahy
V říjnu 2019 se finanční představitelé zemí ze skupiny G20 shodli na přísnějších regulací kryptoměn (kryptoregulace), jako je např. plánovaná libra firmy Facebook. Vydávání elektronických peněžních tokenů (viz stablecoin) by podle nich nemělo být povoleno do doby, než budou vyřešena různá globální rizika, která tyto měny představují.
V září 2021 čínská centrální banka označila všechny transakce v kryptoměnách za nezákonné a prohlásila, že musí být zakázané, což vedlo k oslabení ceny bitcoinu.
V dubnu 2023 schválil Evropský parlament nařízení MiCA, která požadují registraci firem zprostředkujících nákup kryptoměn uživatelům z Evropské unie nebo zavádějí nařízení o převodu finančních prostředků za účelem prevence praní špinavých peněz.

## Kontroverze
Přidaná hodnota kryptoměn je nízká.

### Produkce CO2při těžbě
V září 2019 vyšel článek, ve kterém bylo doloženo, že světová těžba kryptoměn prostřednictvím aplikací v počítačích, noteboocích a mobilních zařízeních, spotřebovala přibližně 18,8 gigawattu elektrické energie. Tato spotřeba se rovná roční spotřebě energie v Polsku a současně odpovídala emisím ve výši 800 tun skleníkového plynu oxidu uhličitého (CO2). Článek se odkazoval na informace od antivirové firmy Kaspersky Lab.

### Vznik elektroodpadu
Podle studie vědců Alexe de Vriese a Christiana Stolle těžaři bitcoinu ročně vyprodukují 30 700 tun elektronického odpadu. V průměru na jednu transakci připadá vznik 272 gramů elektroodpadu, a to v důsledku zastarávání počítačů užívaných pro těžbu. Jejich průměrná životnost činí méně než 15 měsíců, užívají vysoce specializované ASIC čipy, které po zastarání nemají jiné využití.